# غاري روبرتس
غاري روبرتس (بالإنجليزية: Gary Roberts)‏ (18 مارس 1984 تشستر المملكة المتحدة - ) هو لاعب كرة قدم بريطاني.

## روابط خارجية
- غاري روبرتس على موقع قاعدة بيانات كرة القدم.إي يو (الإنجليزية)
- غاري روبرتس على موقع Soccerbase.com (لاعب) (الإنجليزية)
- غاري روبرتس على موقع Soccerway.com (الإنجليزية)